# Kbabel
KBabel é um software livre e integrado ao desktop KDE utilizado para tradução de mensagem de software utilizando o catálago gettext para fazer a internacionalização de softwares. Esta licenciado sob a GPL. Atualmente não está mais em desenvolvimento, apesar disso continua sendo bastante utilizada como plataforma de tradução para o KDE.